# Leda y el cisne (Tintoretto)
Leda y el cisne es una pintura al óleo sobre lienzo (167 x 221 cm) de Tintoretto, datado en 1550 -1560 aproximadamente y conservada en los Uffizi de Florencia.

## Historia
La obra se encontraba a finales del siglo XVIII en las colecciones del duque de Orléans en París, pasando luego a Londres, al duque de Bridgwater, y, en 1857, a Paul Norton. Fue donada finalmente al museo de Arturo De Noè Walker en 1895.
Las dudas sobre la autoría se resolvieron con la restauración y limpieza de 1988 (retocada en 1994), que descubrió sus notables calidades pictóricas. De la obra se conserva en los Uffizi otra versión en los depósitos (147,5 x 147,5 cm), procedente de las colecciones de Alessandro Contini-Bonacossi, que fue cortada en época indeterminada eliminando a la sirvienta, de la cual queda una parte del vestido. También esta versión, de gran calidad pictórica, es considerada autógrafa, y probablemente fue el prototipo, hoy mutilado, de la obra exhibida en la galería.
La datación ha sido siempre una cuestión discorde para la crítica, aunque hoy prevalezca la idea de ser de época de otras obras mitológicas como Marte y Venus sorprendidos por Vulcano de la Alte Pinakothek o bíblicas como las del Prado (José y la esposa de Putifar y Judit y Holofernes).

## Descripción y estilo
La escena está ambientada en un interior acomodado de la época donde Leda, desnuda y semirreclinada, sujeta el cisne que procede de la derecha, mirando a la criada, que está al pie del lecho a la izquierda, trayendo una jaula de madera que ya guarda un pato. Otros animales aparecen en la escena, como el perrito que salta hacia su dueña, el loro en la jaula al fondo, y el gato que olisquea al pato. La bella protagonista solo luce perlas, en el collar y el refinado peinado. Muchos estudiosos modernos creen que muchas de las venus y protagonistas mitológicas en la pintura renacentista veneciana eran en realidad retratos de famosas cortesanas venecianas, reconocibles para el público de la época, lo que explicaría su desarrollo en alcobas, salones o jardines contemporáneos.
La composición se basa en la diagonal del cuerpo de Leda, cuya blancura también contrasta con la cortina roja detrás de ella, que a modo de dosel cierra la cama de la cual se ve solo una esquina. Esta línea fuerte que va desde la parte inferior izquierda a la parte superior derecha se opone a la línea de fuerza de la sirvienta, en dirección opuesta, generando un refinado esquema en "V", extremadamente dinámico.
La pincelada es particularmente suelta, iluminada por destellos sabiamente expuestos en las partes más oscuras y opacas, y sin el recurso de líneas de contorno nítidas: las figuras parecen fundirse dulcemente con el fondo, compartiendo algún reflejo luminoso.